# Dmitrij Makarow
Dmitrij Leonidowicz Makarow, ros. Дмитрий Леонидович Макаров (ur. 6 grudnia 1983 w Ufie) – rosyjski hokeista.
Jego brat Konstantin (ur. 1985) także został hokeistą.

## Kariera
- Mietałłurg Magnitogorsk (2002-2005)
  -  Zauralje Kurgan (2003)
- Saławat Jułajew Ufa (2005-2007)
- Nieftiechimik Niżniekamsk (2007-2011)
- Torpedo Niżny Nowogród (2011-2013)
- Saławat Jułajew Ufa (2013-2016)
- Nieftiechimik Niżniekamsk (2016)
- Saławat Jułajew Ufa (2016-2017)
- Jugra Chanty-Mansyjsk (2017)

Wychowanek Saławata Jułajew Ufa. Od maja 2011 do kwietnia 2013 roku zawodnik Torpedo Niżny Nowogród. W maju 2013 roku został zawodnikiem macierzystego Saławatu Jułajew Ufa (w toku wymiany - graczem Torpedo zostali Dienis Parszyn i Siergiej Sientiurin), związany rocznym kontraktem. Od maja 2016 ponownie zawodnik Nieftiechimika Niżniekamsk. Od połowy listopada 2016 ponownie zawodnik Saławatu. Od maja 2017 zawodnik Jugry. We wrześniu 2017 przedłużył kontrakt. Zwolniony z klubu miesiąc później.

## Sukcesy
Klubowe
- Srebrny medal mistrzostw Rosji: 2004 z Mietałłurgiem Magnitogorsk, 2014 z Saławatem Jułajew Ufa